# Nectarinia purpureiventris
Nectarinia purpureiventris là một loài chim trong họ Nectariniidae.